# Homs (tỉnh)
Homs (tiếng Ả Rập: مُحافظة حمص / ALA-LC: Muḥāfaẓat Ḥimṣ) là một trong muhafazat (tỉnh) của Syria. Tỉnh nằm ở miền Trung Syria. Diện tích của tỉnh là 40.940 km². hoặc 42.223 km². Về mặt địa lý, đây là tỉnh lớn nhất tại Syria. Theo điều tra năm 2010, tỉnh Homs có dân số 1.763.000 người. Thủ phủ là thành phố Homs. Tỉnh Homs được chia thành 6 huyện (mantiqah). Homs cũng là thủ phủ của huyện Homs.
Phía bắc giáp các tỉnh Tartus, Hama, Ar-Raqqah và Deir ez-Zor, phía nam giáp tỉnh Rif Dimashq, phía đông giáp tỉnh Al Anbar của Iraq và tỉnh Mafrad của Jordan, phía tây giáp các tỉnh Bắc và Beqaa của Liban.

## Huyện
Tỉnh được chia thành 6 huyện (manatiq):
- Homs (or Hims)
- Al-Mukharram
- Palmyra
- Ar-Rastan
- Al-Qusayr
- Talkalakh

Các huyện được chia tiếp thành 23 phó huyện (nawahi).